# Hierocles (veterinario)
Hierocles, jurisconsulto y escritor sobre veterinaria griego del siglo V d. C.

## Biografía
Poco se conoce sobre él. Dedicó a Casiano Baso, filósofo de Corinto y autor de una Geopónica, un tratado sobre medicina veterinaria de equinos (hipiatría) en griego, conocido en latín como De curatione equorum ("Sobre la curación de los caballos") que fue traducido al latín por Jean Ruel o Ruelio y al francés por Jean Massé de Champaña, bajo el título de Arte veterinaria o grande mariscalería de Hierocles, contenido en tres libros, París, 1563. El médico Alonso Suárez lo tradujo al castellano en 1564.
Hierocles mismo no era veterinario, sino jurista, y lo único que hizo fue compilar a autores anteriores, tomando sobre todo de Absirto, aunque cita a otros como Estratónico, Gregorio, Cleómenes el Libio, Hipasio de Elis, Jerónimo el Libio y Tarantino. A causa de su cultura el estilo es elegante y la presentación del tema primorosa, por lo que cabe deducir que el libro iba dirigido a propietarios y no a veterinarios.